# Diversisporales
Diversisporales (лат.) — порядок грибов отдела Glomeromycota. Преимущественно почвенные грибы, образующие арбускулярную микоризу. Большинство видов имеют везикулы или же вспомогательные клетки для сохранения энергии. Эти грибки вырабатывают большое разнообразие типов спор, от чего и произошло научное название.